# ريك غيري
ريك غيري (بالإنجليزية: Rick Geary)‏ هو رسام كارتون أمريكي، ولد في 25 فبراير 1946 في كانساس سيتي في الولايات المتحدة.